# Giovanni Bajetti
Giovanni Bajetti (Brescia, 1815 - Milà, 1876) fou un compositor i director d'orquestra italià.
Va ser director de l'orquestra de La Scala de Milà. És autor de les òperes:
- L'Assedio di Brescia (1841);
- Gonzalvo (1841);
- Pygmalion et Galatée.

També és autor dels balls Caterina o la figlia del bandito (1847) i Faust (1848), però cap d'aquestes obres ha restat de repertori.